# Any Day
Any Day es una película estadounidense de drama, romance y suspenso de 2015, dirigida por Rustam Branaman, que a su vez la escribió, musicalizada por Elia Cmiral, en la fotografía estuvo Harlan Bosmajian y los protagonistas son Sean Bean, Eva Longoria y Kate Walsh, entre otros. El filme fue realizado por Jaguar Entertainment y se estrenó el 27 de marzo de 2015.

## Sinopsis
Trata acerca de un exluchador que, después de salir de la cárcel, se relaciona con una mujer que lo ayuda a rearmar su vida.